# Auralux: Constellations
 (mai 2022).
Si vous disposez d'ouvrages ou d'articles de référence ou si vous connaissez des sites web de qualité traitant du thème abordé ici, merci de compléter l'article en donnant les références utiles à sa vérifiabilité et en les liant à la section « Notes et références ».
Auralux: Constellations ou Auralux 2 est un jeu vidéo de stratégie en temps réel, développé et édité par War Drum Studios, sorti sur iOS, Android, Microsoft Windows et Nintendo Switch,. Il fait suite à Auralux (2011).

## Système de jeu
L'objectif du joueur est, dans chaque carte, d'éliminer tous les adversaires en détruisant l'ensemble de leurs planètes. Pour cela, le joueur doit capturer dans un premier temps les planètes neutres avant d'attaquer les planètes adverses. Le jeu peut être joué en solo ou en multijoueur,.

### Cartes de jeu
Le jeu est divisé en quatorze constellations (une gratuite et treize payantes sur Android), contenant entre dix et onze niveaux par constellations ; chacune ayant une spécificité propre dans son gameplay. Chaque carte dispose de son propre niveau de difficulté : facile, normal, difficile, extrême et « Bonus Level », un niveau spécial sans difficulté particulière qui combine la spécificité de la galaxie avec celle d'une autre.

### Energie
Plus un joueur contrôle de planètes, plus il obtient d'énergie, ce qui lui permet de conquérir plus facilement d'autres planètes ; cependant cette énergie sert également à défendre ses propres planètes contre les attaques ennemies, il faut donc répartir son utilisation efficacement.

### Les musiques
Auralux: Constellation est composé de deux types de musiques : les musiques de fond et les musiques de gameplay. En effet, ces dernières sont une des particularités du jeu. Elles apparaissent lorsque les unités créent de la musique soit en entrant en collision avec des unités adverses soit en défendant ou attaquant une planète.